# 金矿菌属
金矿菌属为产金菌科的一属细菌。该属的模式种和惟一种为砷酸产金菌（Chrysiogenes arsenatis）。
产金菌门只发现砷酸产金菌一个种。

## 下属物种
- 砷酸产金菌 Chrysiogenes arsenatis Macy et al. 1996